# باولا بيريز
باولا بيريز هي منافسة ألعاب القوى إكوادورية، ولدت في 21 ديسمبر 1989 في كوينكا في الإكوادور.

## وصلات خارجية
- باولا بيريز على موقع الاتحاد الدولي لألعاب القوى (الإنجليزية)
- باولا بيريز على موقع اللجنة الأولمبية الدولية (الإنجليزية)
- باولا بيريز على موقع أوليمبيديا (الإنجليزية)